# 敬愛大学
敬愛大学（けいあいだいがく、英語: Keiai University）は、千葉県千葉市稲毛区穴川1-5-21に本部を置く日本の私立大学。1921年創立、1966年大学設置。

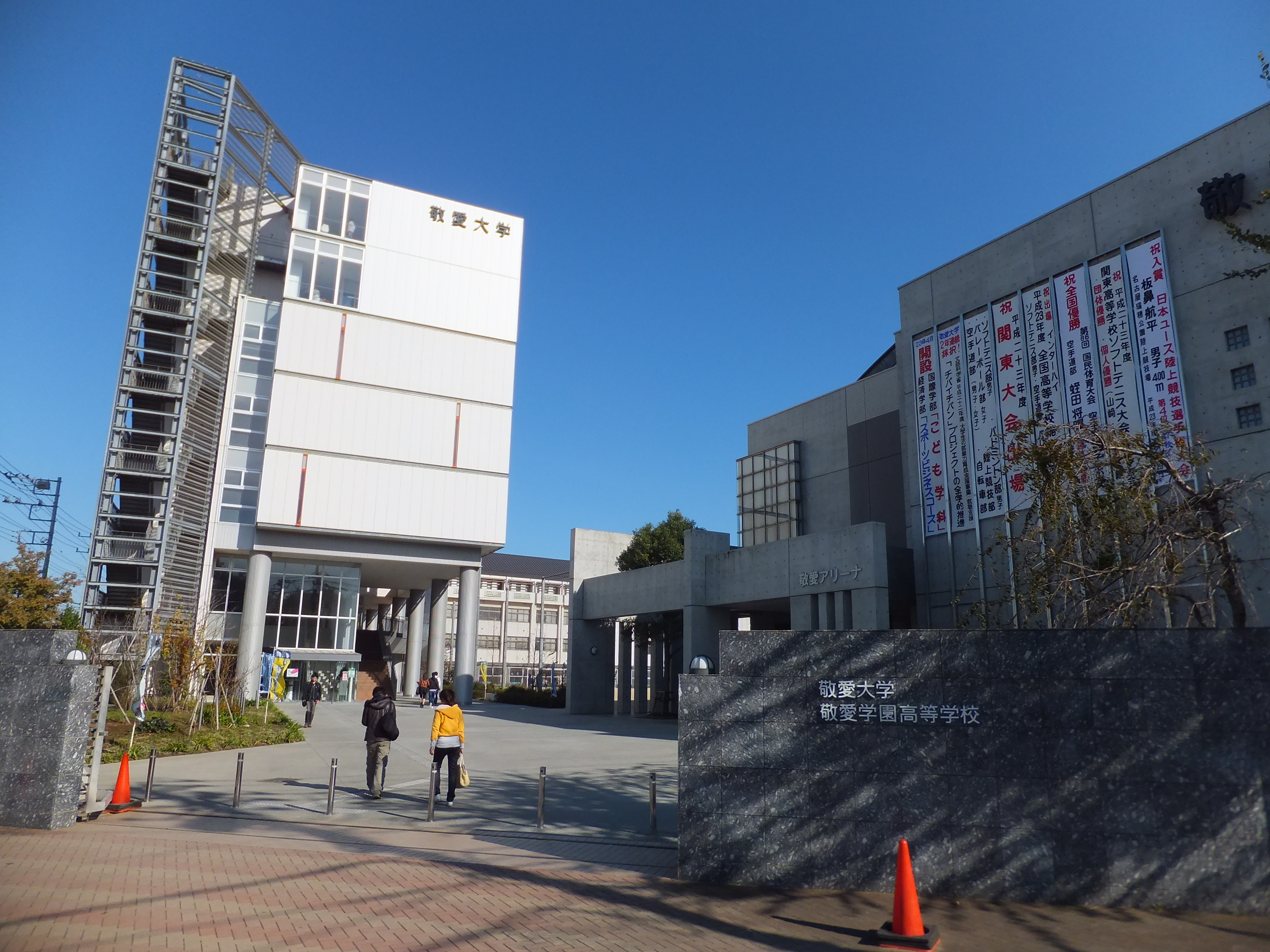
大学入口

同大学の設置法人である学校法人千葉敬愛学園が設置する併設校には、敬愛短期大学、千葉敬愛高等学校、敬愛学園高等学校、敬愛短期大学附属幼稚園がある。

## 沿革
- 1966年 - 千葉敬愛経済大学として開学。経済学部経済学科を稲毛キャンパスに設置。
- 1967年 - 経済学部に教職課程を設置。
- 1988年 - 千葉敬愛経済大学を敬愛大学と改称。
- 1997年 - 国際学部国際協力学科を佐倉キャンパスに設置。
- 2003年 - 財団法人大学基準協会・正会員加盟。
- 2006年 - 国際学部に教職課程を設置。国際学部が国連グローバルコンパクト・アカデミックバージョンの日本初の参加団体となる。
- 2007年 - 国際学部国際協力学科を国際学科と改称し、国際学専攻と地域こども教育専攻を設置。国際学部が2専攻（国際学専攻、地域こども教育専攻）体制になる。従来、教育学部でしか取得できなかった小学校教員1種免許を取得できる専攻課程が設置された。
- 2008年 - 稲毛キャンパスに新館（3号館）完成。
- 2009年 - 国際学部が稲毛キャンパスに移転し学舎統合となる。
- 2011年 - 国際学部国際学科地域こども教育専攻をこども学科に昇格。
- 2013年 - 経済学部経済学科現代マネジメント専攻を経営学科に昇格。
- 2016年 - 経済学科と経営学科のコース名称を変更。国際学科のコースを専攻に変更。創立50周年。
- 2017年 - こども学科をこども教育学科に名称変更。
- 2018年 - 経済学部経営学科に「地域産業コース」を設置。
- 2019年 - 国際学部国際学科に「観光マネジメント専攻」を設置。
- 2020年 - 国際学部国際学科に「地域デザイン専攻」を設置。
- 2021年 - 国際学部こども教育学科を教育学部に改組。
- 2022年 - 経済学部経営学科「地域産業コース」を「地域・起業コース」に名称変更。
- 2024年 - 稲毛キャンパスに新館（新1号館）完成。同キャンパスに敬愛短期大学が移転。
- 2025年 - 情報マネジメント学部情報マネジメント学科を新設予定。

## 建学の理念
創立者・長戸路政司が、西郷隆盛の遺訓「敬天愛人」（天を敬い、人を愛する）を建学の理念とする「千葉敬愛学園」を創立した。大学名も建学の理念「敬天愛人」に由来する。

## キャンパス
- 稲毛キャンパス：千葉市稲毛区穴川1-5-21（JR稲毛駅から徒歩13分、京成電鉄みどり台駅から徒歩15分程度）

## 組織

### 学部
- 経済学部
  - 経済学科
    - 公共経済コース
    - 金融経済コース
    - 現代経済コース

  - 経営学科
    - 企業経営コース
    - 商業・会計コース
    - スポーツビジネスコース
    - 地域・起業コース
- 国際学部
  - 国際学科
    - 英米語専攻
    - 地域デザイン専攻
    - 国際ビジネス専攻
    - 観光マネジメント専攻
- 教育学部
  - こども教育学科
- 情報マネジメント学部（2025年4月開設）
  - 情報マネジメント学科

### 副専攻
- AI・データサイエンス
- 日本語教員養成課程
- エアポートNARITA地域産業学

### 研究所
- 総合地域研究所

## 著名な関係者

### 教職員
- 長戸路政行（学園長、敬愛大学名誉教授）
- 三幣利夫（前学長、千葉敬愛学園理事長）
- 水口章（国際学部教授、元中東調査会チーフ研究コーディネーター・上席研究員、総合地域研究所所長）
- 家近亮子（国際学部教授、国際学部長）
- 星野昌子（元国際学部教授）
- 根本敏則（経済学部教授、一橋大学名誉教授、元日本計画行政学会会長）

## 敬愛グループ
姉妹法人として学校法人長戸路学園があり、敬愛大学八日市場高等学校、横芝敬愛高等学校を経営している。

## 対外関係
千葉県内の自治体（千葉市、佐倉市、横芝光町、神崎町）や高校のほか、地元商店街、大塚製薬と連携協定を結んでいる。また県内他大学と「ちば産学官連携プラットフォーム設立に関する包括協定」に参加している。  

### 他大学との協定
- 放送大学[3]
- 植草学園大学
- 植草学園短期大学
- 神田外語大学
- 淑徳大学
- 千葉経済大学
- 千葉経済大学短期大学部
- 千葉明徳短期大学
- 帝京平成大学
- 東都大学
- 千葉敬愛短期大学

### 高大連携協定
- 千葉黎明高等学校
- 千葉県立君津高等学校
- 千葉県立我孫子高等学校
- 千葉県立安房高等学校
- 千葉県立土気高等学校
- 千葉県立成田北高等学校
- 千葉県立館山総合高等学校
- 千葉市立稲毛高等学校
- 千葉県立小見川高等学校
- 千葉県立松尾高等学校
- 千葉県立浦安高等学校
- 千葉県立四街道北高等学校
- 千葉県立若松高等学校
- 千葉県立佐倉西高等学校
- 千葉県立佐倉南高等学校
- 松戸市立松戸高等学校
- 千葉県立千城台高等学校
- 千葉県立佐原白楊高等学校